# Bahnhof Alte Süderelbe

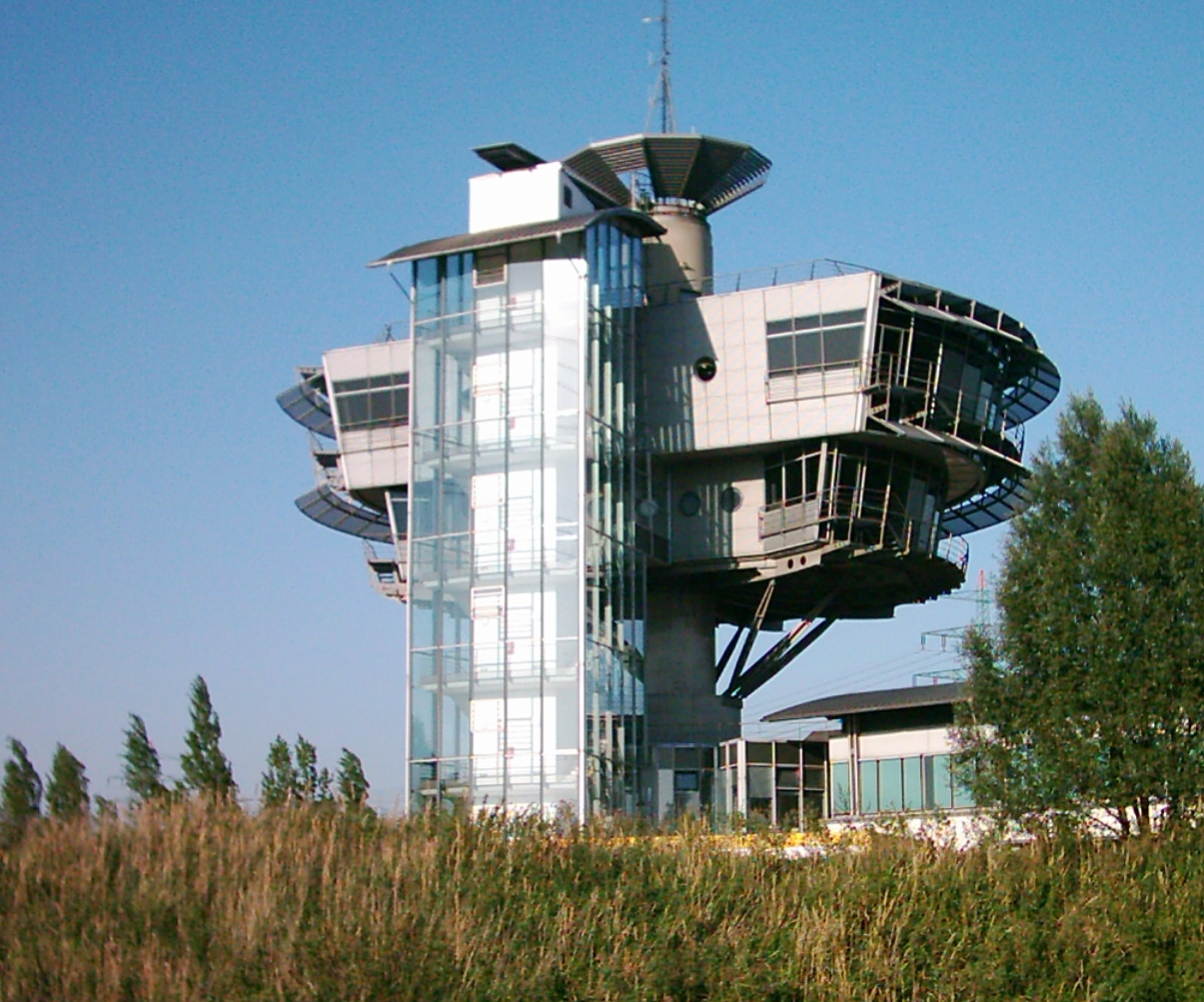
Stellwerk

Der Bahnhofsteil Alte Süderelbe gehört zum Bahnhof Hafen Hamburg. Er liegt in Altenwerder.
Als Rangierbahnhof dient der Erschließung des westlichen Hafengebietes. Er wurde 1995 in Betrieb genommen und im Frühjahr 2007 für 750 Meter lange Züge ausgebaut. Von hier aus werden Wagen über Bezirksbahnhöfe oder direkt den Ladestellen zugeführt und von dort kommend zu Zügen zusammengestellt. Über den Bahnhof Hausbruch ist der Rangierbahnhof an die Bahnstrecke Harburg–Cuxhaven angeschlossen.
Neben dem Rangierbahnhof Maschen, dem derzeit größten Rangierbahnhof in Europa, gilt der Alte Süderelbe als größter Containerbahnhof Europas. 
Neben den Container-Transporten starten von hier aus auch bis zu 6.000 Tonnen schwere Ganzzüge mit Eisenerz nach Beddingen und Eisenhüttenstadt.
Ein kurzer Gleisabzweig am östlichen Rand führt zum benachbarten Containerterminal Altenwerder der Hamburger Hafen und Logistik AG (HHLA).